# Барретт, Роб
Роб Барретт III (англ. Rob Barrett, род. 29 января 1969 года) — гитарист дэт-метал группы Cannibal Corpse . Он играл с группой с 1993 по 1997 год и вернулся в 2005 году. В настоящее время он проживает в Тампе, Флорида. В основном он играет в группе партии ритм-гитары, но также в некоторых песнях и исполняет соло.

## Музыкальная карьера
Барретт родился в Буффало, штат Нью-Йорк. Он начал свою профессиональную карьеру в 1990 году, когда вместе с барабанщиком Алексом Маркесом и гитаристом Деннисом Муньосом он сформировал группу Solstice. В 1991 году группа записала демо, спродюсированное Джимом Моррисом, и подписала контракт с немецким лейблом SPV / Steamhammer. В 1992 году вышел их дебютный альбом Solstice. В том же году Барретт и Маркес решили присоединиться к Malevolent Creation, поставив Solstice на перерыв. Они приняли участие в записи Retribution и гастролировали с группой.

### Cannibal Corpse
В 1993 году с Барреттом связался Алекс Уэбстер и попросил присоединиться к Cannibal Corpse вскоре после записи Tomb of the Mutilated в качестве гитарной замены Боба Русея. Он остался с группой во время последующих туров и в конце концов стал её постоянным участником. Он записал альбом 1994 года The Bleeding и альбом 1996 года Vile (уже с новым вокалистом Джорджем Фишером). Он также сделал короткое эпизодическое появление с группой в фильме 1994 года «Эйс Вентура: Розыск домашних животных» с Джимом Керри в главной роли. В 1997 году Барретт покинул Cannibal Corpse после спора из-за музыкальных разногласий между ним и другими участниками группы. Пока его заменил Пэт О’Брайен, Барретт вернулся в Malevolent Creation в 1998 году и оставался в группе шесть лет до будущего возвращения. В 2005 году Барретт выразил членам Cannibal Corpse свое желание вернуться в группу, и после тщательного рассмотрения Барретта наконец-то приветствовали и заменили Джека Оуэна. С тех пор он был показан в альбомах Kill, Evisceration Plague, Torture, A Skeletal Domain, Red Before Black и Violence Unimagined, как гитарист и автор песен.

### Сторонние проекты
С 2000-х Барретт несколько раз появлялся в гостях, играя на гитаре для таких групп, как Eulogy, Hollenthon, Infernäl Mäjesty, Pro-Pain и Unearthed. В 2005 году Барретт присоединился на записи Roadrunner United альбома The All-Star Sessions, где он играл на гитаре на дорожках «Annihilation By The Hands Of God» и «Constitution Down».